# Pfännerschaftliche Kohlebahn
Pfännerschaftliche Kohlebahn – funkcjonująca niegdyś na obszarze dzisiejszego miasta Halle (Saale) towarowa linia kolejowa. Kolej dostarczała niezbędne do procesu warzenia soli paliwo w postaci węgla brunatnego, wydobywanego w kopalni „Alt-Zscherben”. Kopalnia ta (obecnie zalana wodami stawu Friedhofsteich) znajdowała się w połowie drogi między miejscowościami Zscherben i Nietleben (obecnie Halle-Neustadt). Torowisko o długości ok. 5,6 km i rozstawie szyn wynoszącym 900 mm zbudowano w latach 1875–1876. Maksymalna dopuszczalna prędkość pociągów wynosiła 12 km/h.

## Opis
Linia kolejowa przebiegała wzdłuż granicy między Nietleben i Passendorfem. Na wschód od Soławy istniał punkt umożliwiający przeładunek towarów na pociągi spółki Halle-Hettstedter Eisenbahn. Po przekroczeniu Wilden Saale (odnogi Soławy) torowisko kolei krzyżowało się z torami kolei portowej. Kolejnym miejscem przeznaczonym do przeładunków był plac położony w obrębie dzisiejszego Holzplatz. Po opuszczeniu Holzplatz pociągi przejeżdżały nad częściowo obecnie skanalizowanym akwenem Kotgraben, oddzielającym dawniej od stałego lądu wyspę, na której znajdowała się warzelnia soli. Kolej kończyła swój bieg nieopodal budynku warzelni.
Na linii eksploatowano lokomotywy wyprodukowane przez firmę Krauss & Comp., które ze względu na charakterystyczny lejkowaty kształt kominów, nazywano potocznie „filtrami do kawy”.

## Stan obecny
Po wyczerpaniu złóż w kopalni „Alt-Zscherben” kolej węglową wraz z całą infrastrukturą kopalni rozebrano, gdyż w umowie o funkcjonowaniu zakładu zawarty był zapis o konieczności przywrócenia pierwotnego wyglądu krajobrazu po likwidacji kopalni. O dawnej kolei węglowej przypomina obecnie pomnik w postaci składu złożonego z trzech wagonów towarowych i lokomotywy spalinowej; wagony te jednak stanowią jedynie symboliczne upamiętnienie funkcjonowania kolei, gdyż nie stanowiły one nigdy części taboru. Skład ustawiono na moście nad dawnym akwenem Kotgraben, na wschód od budynków warzelni.